# Dimitri Yachvili
Dimitri Yachvili (ur. 19 września 1980 w Brive-la-Gaillarde) – francuski rugbysta, występujący na pozycji łącznika młyna w zespole Biarritz oraz we francuskiej drużynie narodowej.
Jego ojciec, Michel, również występował w drużynie narodowej Francji w rugby union. Matka, Germaine, była córką Alexandre’a Markariana, którego rodzice ocaleli z ludobójstwa Ormian. Jego dziadek od strony ojca był gruzińskim jeńcem wojennym we Francji w trakcie II. wojny światowej. Brat, Grégoire, reprezentuje Gruzję.
Debiutował w drużynie narodowej w listopadzie 2002, podczas meczu z Kanadą (wygranym 35–3). Uczestniczył w Pucharze Świata w 2003, nie został natomiast powołany na Puchar Świata w 2007, natomiast w Pucharze Świata w 2011 zdobył srebrny medal.
Dwukrotnie z drużyną klubową przegrywał finał Pucharu Heinekena – w 2006 z Munster i w 2010 z Toulousain w 2012 roku natomiast zwyciężył w Europejskim Pucharze Challenge zdobywając wówczas wszystkie punkty swojej drużyny.